# رمباو
مديرية رمباو هي مديرية في ولاية نكري سمبيلن بماليزيا. المنطقة هي معقل النظام العُرفي المعروف باسم أدات براباتي، وهو ممارسة عرفية موروثة من المينانغكابو في سومطرة.

## التقسيمات الإدارية

تتكون منطقة رمباو من 17 مقيم، وهم:
- باتو هامبار
- بونغيك
- شيمبونغ
- تشينغكاو
- غادونغ
- كوندور
- ليغونغ هيلير
- ليغونغ هولو
- ميكو
- نيراساو
- بيداس
- بيلين
- سيليماك
- سيمربوك
- سيبري
- تانغونغ كيلينغ
- تيتيان بينتانغور